# Chrzanowice (kolonia w powiecie radomszczańskim)
Chrzanowice – kolonia w Polsce położona w województwie łódzkim, w powiecie radomszczańskim, w gminie Gomunice.
W latach 1975–1998 miejscowość należała administracyjnie do województwa piotrkowskiego.